# Zgodovinski center Ciudad de Mexico
Zgodovinsko središče Ciudad de Mexico (špansko Centro Histórico de la Ciudad de México), znano tudi kot Centro ali Centro Histórico, je osrednja soseska v Ciudad de Méxicu v Mehiki, osredotočen na Zócalo ali glavni trg in se razteza v vse smeri za številne bloke, pri čemer je najbolj oddaljen zahodno od parka Alameda Central. Zocalo je največji trg v Latinski Ameriki. Lahko sprejme skoraj 100.000 ljudi.
Ta del glavnega mesta leži v občinskem okrožju Cuauhtémoc, ima nekaj več kot devet kvadratnih kilometrov in zaseda 668 blokov. Vsebuje 9000 stavb, od katerih jih je 1550 razglašeno za zgodovinsko pomembne. Večina teh zgodovinskih stavb je bila zgrajenih med 16. in 20. stoletjem. Zaradi ohranitve je območje razdeljeno na dve coni. Cona A zajema predšpansko mesto in njegovo širitev od obdobja podkralja do osamosvojitve. Cona B zajema območja vseh drugih gradenj do konca 19. stoletja, ki veljajo za nepogrešljive pri ohranjanju arhitekturne in kulturne dediščine območja.
Tu so Španci v 16. stoletju začeli graditi današnje sodobno mesto Ciudad de México na ruševinah osvojenega Tenochtitlana, glavnega mesta Azteškega imperija. Kot središče starodavnega Azteškega cesarstva in sedež oblasti španske kolonije Nova Španija, Centro Historico vsebuje večino mestnih zgodovinskih znamenitosti iz obeh obdobij in veliko število muzejev. Zaradi tega je bilo vpisano na Unescov seznam svetovne dediščine.

## Zgodovina
To, kar je zdaj zgodovinsko središče Ciudad de Méxica, je približno povezano s starodavnim asteškim mestom Tenochtitlan, ki je bilo ustanovljeno okoli leta 1325. V predšpanski dobi se je mesto razvijalo načrtno, ulice in kanali so bili poravnani s kardinalnimi smermi neba, kar je vodilo do urejenih kvadratnih blokov. Otok, na katerem je bilo mesto zgrajeno, je bil razdeljen na štiri calpullis ali soseske, ki so bile razdeljene z glavnimi cestami sever-jug, ki so vodile v Tepeyac oziroma Iztapalapo in cesto zahod-vzhod, ki je vodila do Tacube oziroma do nasipa v jezero. Calpullis so bile poimenovane Cuepopan, Atzacualco, Moyotla in Zoquipan, in so imele pododdelke tecpan ali okrožje in vsak je imel okrožni svet. Presečišče teh cest je bilo središče mesta in sveta Aztekov. Tu so bili Templo Mayor, palače tlatoani (klasični izraz v jeziku nahuatl za vladarja āltepētla (mestne državice), predšpanske države) ali vladarjev, palače plemičev, kot sta Hiša demonov in Hiša cvetja. Tu sta bili tudi dve najbolj priznani azteški šoli: Telpuchcalli za posvetne študije in Calmecac za duhovniško izobraževanje. Ko so prišli Španci, je mesto imelo akvadukte, ki sta jih zgradila  Moctezuma Ilhuicamine in Ahuizotl ter velik nasip, zgrajen vzhodno od mesta.
Po španskem osvajanju je ta zasnova ostala večinoma nedotaknjena, predvsem zaradi prizadevanj Alonsa Garcie Brava, ki je nadzoroval velik del obnove mesta. Ta rekonstrukcija je ohranila številne glavne ceste, kot je Tenayuca, preimenovana v Vallejo; Tlacopan, preimenovan v México Tacuba, in Tepeyac, zdaj imenovana Calzada de los Misterios. Ohranili so tudi velike delitve mesta in dodali krščanske predpone k imenom, kot so San Juan Moyotla, Santa María Tlaquechiuacan, San Sebastián Atzacualco in San Pedro Teopan. Dejansko je večina centro historicos zgrajena z ruševinami uničenega asteškega mesta.
Številni ljudje v tem času, vsi Španci, so si v 17. in 18. stoletju nakopičili ogromno bogastva predvsem z rudarjenjem in trgovino. To bogastvo se odraža v različnih dvorcih, raztresenih po centru, kot sta Iturbidova palača in Casa de los Azulejos (Hiša ploščic). Ta hiša je bila zgrajena v 16. stoletju v arabskem slogu, njene istoimenske ploščice pa so bile dodane leta 1747, ko je grof iz doline Orizaba naročil ploščice Talavera iz Pueble.
V začetku 20. stoletja so se zaradi latinskoameriške drže takratnega ministra za javno šolstvo Joséja Vasconcelosa mnoge ulice severno in zahodno od Zocala preimenovale po latinskoameriških državah.

## Zócalo in okolica
Zócalo je glavni trg, ki je bil v preteklosti prizorišče lepih in priljubljenih kulturnih prireditev. Nekaj primerov dogodkov, ki so bili pred kratkim tukaj, je fotografiranje Spencerja Tunicka , Nomadski muzej pepela in snega  ter dogodek z rolkanjem / BMX, ki je 24. avgusta 2008 privabil 50.000 mladih. Festival de México je vsakoletni dogodek s programi, namenjenimi umetnosti (priljubljeni in visoki) ter akademskemu svetu. Leta 2008 je bil 24. festival s 254 predstavami in predstavami iz več kot 20 držav na 65 trgih in drugih lokacijah v tem delu mesta.
Je osrednjega pomena za proteste na nacionalni ravni, kot so tisti, ki jih je po predsedniških volitvah leta 2006 priredil Lopez Obrador  in 30. avgusta 2008. vseslovenski protest proti kriminalu.
Tik ob Zócalu so  Palacio Nacional, Metropolitanska stolnica Ciudad de Mexico, Templo Mayor s sosednjim muzejem in stavba Nacional Monte de Piedad. Palacio nacional meji na celotno vzhodno stran Zocala in vsebuje pisarne predsednika Mehike, zvezno zakladnico, državni arhiv, pa tudi stenske poslikave, ki prikazujejo predšpansko življenje in veliko steno, ki zapolnjuje osrednje stopnišče, in prikazuje celotno zgodovino mehiškega naroda od osvajanja dalje. Ta palača je bila zgrajena na ruševinah palače Moctezume II., in se je začela graditi leta 1521, z istim kamnom tezontle, ki je bil uporabljen za gradnjo Azteške palače. Prvotno je bila last družine Hernána Cortésa, dokler je španski kralj ni kupil za namestitev podkraljev Nove Španije in je tako ostalo (kljub temu, da je bil leta 1692 ponovno uničen in obnovljen) do osamosvojitve Mehike. Proti Zócalu nad osrednjim balkonom je Campana (zvon) Dolores, s katerim predsednik pozove vsakega 15. septembra na praznovanje neodvisnosti.
Metropolitanska stolnica, posvečena Marijinemu vnebovzetju, zaseda severni konec Zócala. Prvotno je bilo mesto del Azteškega svetega območja (imenovano Teocalli) in je vsebovalo glavni tzompantli ali stojalo za lobanje žrtev žrtvovanja. Prva cerkev je bila postavljena med letoma 1524 ali 1526 in 1532, papež Klemen VII. pa jo je 2. septembra 1530 povzdignil v stolnico. Temelji za novo stolnico so se postavili leta 1562, temeljni kamen pa je bil postavljen leta 1573 v času nadškofa Pedra Moye de Contrerasa in četrtega podkralja. Čeprav dela niso bila zaključena, je stolnica 2. februarja 1656 prejela prvo posvetilo. Dokončanje leta 1813 neoklasicističnih dodatkov, ki jih je zasnoval Manuel Tolsa, je 15. avgusta 2013 proslavil kardinal Carrera, ki je odprl in vstopil skozi sveta vrata na sredini fasade, preden je v stolnici daroval papeško veliko mašo.
Med letoma 1989 in 2000 so bila izvedena obsežna inženirska dela za odpravo in poškodb, ki so nastale na konstrukciji zaradi neenakomerne stopnje in obsega posedanja stavbe, ki jo je povzročilo neprekinjeno posedanje tal, na katerih stoji. To se je začelo z odvodnjavanjem jezera v Mehiški dolini leta 1607 in se je nadaljevalo z znižanjem gladine podtalnice zaradi črpanja vode za uporabo hitro rastočega prebivalstva Ciudad de Méxica. Zadnjega od začasnih rekvizitov, ki so med inženirskimi deli pokvarili notranjost stavbe, so odstranili 28. novembra 2000.
Arheološko najdišče in muzej Templo Mayor je središče starodavnega teocallija, ki je le severovzhodno od Zócala. Hernán Cortés ga je podrl v 1520-ih in pozabil na njegovo lokacijo. Natančno mesto je bilo ugotovljeno v začetku 20. stoletja, vendar so se za izkopavanje odločili šele leta 1978, ko so elektro delavci naleteli na osemtonski kamniti disk, ki prikazuje azteško boginjo Coyolxauhqui. Izkopavanje je odkrilo piramido, zgrajeno v več plasteh. To je kraj, kjer so po legendi Azteki videli svoje znamenje, da se naselijo po svojem potepanju, orel, ki je stal na kaktusu nopal s kačo v kljunu, ki je še danes simbol Mehike.
Stavba Nacional Monte de Piedad je nacionalna zastavljalnica, ustanovljena leta 1775 in ena največjih trgovin z rabljenim blagom na svetu. Na tem mestu so bile hiše, ki so pripadale zadnjemu asteškemu vladarju Moctezumi II., ki si jih je Hernán Cortés vzel po osvajanju. Te hiše so se prvotno raztezale od sodobnih ulic Isabel la Catolica, Madero, Tacuba in Monte de Piedad, zato je kronist Cervantes de Salazar povedal, da rezidenca ni palača, ampak drugo mesto.

## Pomebni kraji severno od Zócala
Santo Domingo je cerkev in sosednji trg. Oba sta tri bloke severno od metropolitanske stolnice, ki sledi ulici Republica de Brasil z ulico Belisario Dominguez, ki ju ločuje. Uradno znana kot kapela Señor de la Expiación, je cerkev na severni strani Belisario Dominguez in gleda na trg. To je vse, kar je ostalo od prvega samostana, ustanovljenega v Novi Španiji. Južno od cerkve je Plaza San Domingo. Na zahodu ga obdaja Portal de Evangelistas, toskanska kolonada s polkrožnimi loki. Tu delujejo pisarji s pisalnimi stroji in starinskimi tiskarskimi stroji. Pisarji ponujajo svoje storitve nepismenim strankam in pogosto ponujajo storitve, podobne storitvam odvetnikov, svetovalcev in finančnih svetovalcev. Kip Josefe Ortiz de Domínguez, junakinje mehiške vojne za neodvisnost, stoji v vodnjaku sredi trga. 
Kolidž San Ildefonso je trenutno muzejsko in kulturno središče, ki velja za rojstni kraj gibanja mehiškega muralizma. San Ildefonso je začel kot prestižni jezuitski internat, po reformni vojni pa je spet pridobil izobraževalni ugled kot nacionalna pripravljalna šola. Ta šola in stavba sta se leta 1978 popolnoma zaprla, nato pa leta 1994 znova odprla kot muzejsko in kulturno središče. Muzej ima poleg številnih stenskih poslikav, ki so jih na njegovih stenah naslikali José Clemente Orozco, Diego Rivera in drugi, stalne in začasne razstave umetnosti in arheologije. Kompleks je med ulicama San Ildefonso in Justo Sierra v zgodovinskem središču Ciudad de Méxica. 
- Secretaría de Educación Pública na Calle Argentina
- Centro Cultural de España (Kulturni center Španije), na ulici Republica de Guatemala severno od stolnice
- Muzejski arhiv fotografije na vogalu Republica de Guatemala in Republica de Argentina
- Gledališče Lirico na ulici Republica de Cuba
- Antigua Escuela de Economía (Stara ekonomska šola) na ulici Republica de Cuba
- Colegio Nacional je v stavbi Colegio Nacional, na ulici Luis Gonzalez Obregon
- Zgradba stare carine na Republica de Brasil tik ob trgu Plaza Santo Domingo
- Palača inkvizicije (Muzej mehiške medicine) na ulici Republica de Brasil

## Pomembni kraji južno od Zócala
Vrhovno sodišče države je v stavbi tik ob glavnem trgu na vogalih ulic Pino Suárez in Carranza. Med letoma 1935 in 1941 ga je zgradil Antonio Muñoz Garcia. Pred osvajanjem je bilo to mesto rezervirano za ritual, znan kot Danza de los Voladores (ples letalcev), ki ga še danes izvajajo v mestu Papantla. Lastništvo je bilo v večjem delu kolonialnega obdobja sporno, sčasoma je postalo mesto zelo velikega trga, znanega kot El Volador. Notranjost stavbe vsebuje štiri table, ki jih je leta 1941 naslikal José Clemente Orozco, od katerih sta dve poimenovani Socialno delavsko gibanje in Nacionalno bogastvo. Na vhodu v knjižnico je tudi ena freska ameriškega umetnika Georgea Biddlea z naslovom Vojna in mir. 
- tempelj svetega Avguština je na Avenida Republica de Salvador
- izvirna trgovina El Palacio de Hierro na ulicah Carranza in 20 de noviembre
- Prvotna veleblagovnica Liverpool na ulicah Carranza in 20 de noviembre
- Hiša Saint Augustine na Republica de Uruguay in 5 de Febrero
- Kapela najsvetejšega spočetja Tlaxcoaque, ena najstarejših cerkva v Ciudad de México na Fray Servando de Mier
- Cerkev San Bernardo pri Zocalu

## Pomembni kraji zahodno od Zocala
Iturbidova palača - ta velik palačni dom v zgodovinskem središču Ciudad de Méxica na ulici Madero #17, je v 18. stoletju zgradil grof San Mateo Valparaíso kot poročno darilo za svojo hčer. Ime je dobila, ker je Agustín de Iturbide živel in sprejel krono kot prvi mehiški cesar po osamosvojitvi od Španije. Danes je v obnovljeni stavbi Fomento Cultural Banamex in se preimenovala v Palacio de Cultura Banamex.
Torre Latinoamericana - je eden najbolj znanih nebotičnikov v Latinski Ameriki. Graditi so ga začeli leta 1948 in končali leta 1956; visok je 182 metrov, vključno z antenami. Stoji na vogalu ulic Eje Central in Juarez. To je bil najvišji stolp v Mehiki pred gradnjo Torre Pemexa. Stavba je od izgradnje preživela dva velika potresa, enega leta 1957 in drugega leta 1985.
Museo Nacional de Arte (MUNAL) je mehiški nacionalni umetniški muzej v zgodovinskem središču Ciudad de Méxica. Muzej je v neoklasicistični stavbi na naslovu 8 Tacuba, Col. Centro. V njem je zbirka, ki predstavlja zgodovino mehiške umetnosti od pozne predšpanske dobe do začetka 20. stoletja. Prepoznamo ga po velikem konjeniškem kipu Karla IV. Španskega, delo Manuela Tolsá, ki je bil monarh tik pred osamosvojitvijo Mehike. Prvotno je bil v Zocalu, vendar so ga preselili na več lokacij, ne iz spoštovanja do kralja, temveč zaradi ohranitve umetnine, glede na ploščo na dnu. Na končno lokacijo je prišel leta 1979.
Palacio de Correos de Mexico (poštna palača), znana tudi kot Correo Mayor (glavna pošta), je v zgodovinskem središču na Eje Central (Lazaro Cardenas) v bližini Palacio de Bellas Artes. To je stavba iz zgodnjega 20. stoletja, zgrajena v slogu italijanske renesančne palače. Zasnoval jo je Italijan Adamo Boari, ki je čez cesto oblikoval tudi del Palacio de Bellas Artes.
- Casa de los Azulejos, nekdanji dvorec, popolnoma prekrit z modro-belimi ploščicami, na Puebla med Avenida Madero in Avenida Cinco de Mayo
- Colegio de Minería (Rudarska fakulteta) na ulici Tacuba
- Muzej mehiške vojske, prvotno bolnišnica Betlemites, v Tacubi in Mata
- Jardín de la Triple Alianza - Vrt trojnega zavezništva - na vogalu Tacuba in Mata
- Cámara de Senadores na ulici Xicoténcatl
- Museo de Estanquillo (risanke in revije) na vogalu Isabel la Catolica in Madero
- tempelj San Felipe Neri La Profesa z zbirko umetniških del iz 17. do 20. stoletja in vodenimi ogledi ob sobotah
- Interaktivni ekonomski muzej na ulici Tacuba
- Cerkev Santa Clara - Kongresna knjižnica na vogalu Tacube in Mata
- Zbornice senata Mehike na vogalu ulic Donceles in Xicotencatl
- Poslanska zbornica na ulici Donceles
- Teatro de la Ciudad na ulici Donceles
- Academia Mexicana na Doncelesu 66

## Pomembni kraji vzhodno od Zócala
Museo de la Secretaría de Hacienda y Crédito Público je umetniški muzej na ulici Moneda #4. Je v bivši Palacio del Arzobispado (Palača nadškofije), zgrajeni leta 1530 pod bratom Juanom de Zumárrago na podlagi uničene piramide, posvečene azteškemu bogu Tezcatlipoci. Nadškofijska palača je bila vse do leta 1867, ko je bil tam ustanovljen računovodski oddelek finančnega ministrstva. Sodobni muzej hrani razstavo, posvečeno temu bogu, pa tudi veliko umetniško zbirko.
Cerkev La Santísima stoji ja na vogalu ulic La Santísima in Emiliano Zapata. Njeno polno ime je Tempelj in bolnišnica presvete Trojice (Templo y Antiguo Hospital de la Santisíma Trinidad). Cerkev je bila zgrajena med letoma 1755 in 1783 kot tempelj za sosednjo bolnišnico/hospic za duhovnike. Cerkev še vedno ohranja svojo prvotno funkcijo, vendar so sosednje bolnišnice in pisarne od takrat prešli v zasebne roke, pri čemer so bili le deli prvotnih struktur še nedotaknjeni in ohranjeni. Cerkev je znana tudi po tem, da se je od njene izgradnje posedla skoraj tri metre.
Muzej Joséja Luisa Cuevasa je tik ob glavnem trgu ali Zocalu v stavbi, ki je bila samostan za sosednjo cerkev Santa Ines (Neža Rimska). Ta samostan sta leta 1600 ustanovila Don Diego Caballero in njegova žena Doña Inés de Velasco. Samostan je obstajal do leta 1861, ko so zaradi zakona o nacionalizaciji cerkvene lastnine razpustili vse samostane v državi. Samostanska cerkev in dvorana, kjer sta bili ločeni, in cerkev Santa Inés še vedno ohranjata svojo prvotno funkcijo. Rezidenca je postala zasebna last in je večinoma delovala kot stanovanja, dokler umetnik José Luis Cuevas ni kupil posesti z namenom, da bi jo obnovil in ustanovil sedanji muzej, posvečen njegovi umetnosti in umetnosti sodobne Latinske Amerike.
Hiša prve tiskarne v Ameriki na vogalu ulic Moneda in Licenciado Primo Verdad je bila dom prve tiskarne v Novem svetu. Hišo je prvotno zgradil Gerónimo de Aguilar leta 1524 in je na zunanjem robu sveta, ki je bil pred osvajanjem svetišče Templo Mayor.
- Stolnica Nuestra Señora de Balvanera in svetišče San Charbel, zgrajeno v 17. stoletju na naslovu Rep Urugvaj in Correo Mayor.
- Palacio de la Autonomia de UNAM, (palača avtonomije UNAM -a) ob ulici Moneda.
- Departamento de Estadistica Nacional (oddelek za nacionalno statistiko), stavba na Correo Mayorju

## Okoli Alameda Central
Alameda Central je javni park v središču Ciudad de Méxica, ki meji na Palacio de Bellas Artes, med avenijo Juarez in avenijo Hidalgo. To je zeleni vrt s tlakovanimi potmi in okrasnimi vodnjaki in kipi ter je pogosto središče državljanskih dogodkov. Območje je bilo nekoč Azteška tržnica, po osvajanju pa je katoliška cerkev območje uporabljala za sežig krivovercev in čarovnic. Park je nastal leta 1592, ko se je podkralj Luis de Velasco odločil, da bo tu ustvaril zelene površine kot javni park. Ime izvira iz španske besede álamo, kar pomeni topolovo drevo, ki je tu posajeno. Do poznega 19. stoletja je park vključeval glasbeni paviljon in plinske (zdaj električne) svetilke. Na južni strani parka, obrnjeno proti ulici, je Hemiciclo a Juárez, velik bel polkrožni spomenik Benitu Juárezu, ki je eden najbolj priljubljenih mehiških predsednikov.
- Palacio de Bellas Artes na ulici Juárez
- Teatro Hidalgo na ulici Hidalgo severno od središča Alameda Central
- Župnijska cerkev Santa Cruz, Ciudad de México na ulici Hidalgo
- Nacionalni muzej tiskanja (Museo Nacional de la Estampa) na ulici Hidalgo
- Muzej Franza Mayerja na ulici Hidalgo
- Župnijska cerkev La Santa Vera Cruz de San Juan de Dios na ulici Hidalgo
- Bivši tempelj Corpus Christi na ulici Juarez

## Barrio Chino – Kitajska četrt
Kitajska četrt Ciudad de Méxica, lokalno znana kot Barrio Chino, je na dveh blokih ulice Dolores, južno od Palacio de Bellas Artes. Je zelo majhna in jo sestavljajo le številne restavracije in podjetja, ki uvažajo blago. Zmanjšala se je zato, ker se je večina potomcev kitajskih priseljencev v Mehiko v poznem 19. in začetku 20. stoletja bodisi poročila z lokalnim mehiškim prebivalstvom in/ali so bili v 1930-ih izgnani iz države. Kljub temu velja za jedro približno 3000 družin s kitajsko dediščino.

## Arhitektura
Čeprav španske kolonialne stavbe predstavljajo večino Centro histórico, obstajajo primeri različnih arhitekturnih slogov.
- baročna arhitektura: Palacio de Iturbide, Casa de los Azulejos, Palacio Nacional in Palacio de los Condes de Valparaíso
- Neoklasicistična arhitektura: Palacio de Mineria
- Italijanski slog: Palacio de Correos
- Art nouveau: Palacio de Bellas Artes
- Beaux-Arts: Museo Nacional de Arte, Banco de México
- Art déco: Banco de Mexico, notranjost Palacio de Bellas Artes
- Funkcionalizem: Torre Latinoamericana

## 20. in 21. stoletje

### Poslabšanje območja
Od azteških časov je bil Centro Historico tam, kjer so živeli bogati in elita. Vendar so se v začetku 20. stoletja ti razredi začeli seliti na območja zahodno in jugozahodno od Centra, v soseske, kot so Colonia Juárez, Colonia Cuauhtémoc, Colonia Roma in Colonia Condesa. Centro je do sredine 20. stoletja ostal komercialno, politično in intelektualno središče, čeprav je UNAM približno v tem času preselil večino svojih prostorov v novo univerzo Ciudad Universitaria. Razlog za upad mestnega središča je bil deloma umeten, deloma pa naraven. V 1940-ih je mestna oblast zamrznila najemnine, tako da so najemniki do leta 1998, ko je vlada razveljavila zakon, še vedno plačevali najemnine na ravni 1950. Najemodajalci brez finančnih spodbud za vzdrževanje svoje lastnine pustijo, da njihove stavbe razpadejo. Potres leta 1985 je povzročil poškodbe na številnih teh objektih, ki niso bili nikoli popravljeni ali obnovljeni, kar je privedlo do slumov in prostih zemljišč. Posledica je bila izguba približno 100.000 prebivalcev Colonia Centra, zaradi česar je bilo območje ponoči skoraj pusto.
Do 1980-ih je iz Centra pobegnilo toliko ljudi, da so bili številni njegovi nekdanji dvorci opuščeni ali spremenjeni v stanovanja za revne , pločniki in ulice pa so prevzeli žeparji in prodajalci. Za mnoge ljudi, zlasti za mednarodne obiskovalce, je ugled Ciudad de Méxica zaradi onesnaženosti, prometa in kriminala naredil mesto kamor se »vstopi in odide čim hitreje«, saj je videti le kot letališče, s katerim lahko povežejo lete v letovišča, kot je Cozumel. Do nedavnega bi se številne restavracije na tem območju, tudi najboljše, zaprle zgodaj, da bi zaposleni imeli čas, da pridejo domov, ker območje ponoči ni bilo posebej varno.

### Poslabšanje verskih objektov
Mnoge zgodovinske cerkve v najstarejših delih mesta so v resnem propadu in jim grozi porušitev. Prizadevanja za reševanje teh cerkva ovirajo nesoglasja med Cerkvijo in zvezno vlado. Ker so te cerkve aktivne verske ustanove in zgodovinske znamenitosti, je njihov pravni položaj zapleten. Po zakonu se verske ustanove ne morejo obrniti na vlado za finančno pomoč, vendar agencije, kot je Nacionalni svet za kulturo in umetnost (CONACULTA) povedo, kako se ti kraji vzdržujejo zaradi njihove zgodovinske vrednosti.
Nekatera nesoglasja so posledica obsega poslabšanja. CONACULTA ne verjame, da je kateri od 68 verskih objektov v najstarejšem delu mesta v neposredni nevarnosti propada. Mehiška nadškofija pa meni, da omenjeni strukturni problemi predstavljajo resno nevarnost tako za ljudi kot za »neprecenljivo umetniško in zgodovinsko vrednost stavb«. Ena od cerkva v neposredni nevarnosti se imenuje San Lorenzo Diácono y Mártir, z Gospo Loretsko, La Santísima Trinidad in La Santa Cruz, ki prav tako zahtevajo takojšnjo pozornost, da bi se izognili propadu. V cerkvah San Lorenzo in Gospa Loretska sta se zgodila primera, ko so padli veliki kosi stavbe, kamen in okno, ki so povzročili škodo, vendar brez poškodb. Kljub prizadevanjem nadškofije, da dokaže obseg škode v številnih cerkvah, CONACULTA še vedno trdi, da nobena od zgradb ni v nevarnosti, da bi padla. Druga težava je depopulacija zgodovinskega središča, zaradi česar so te cerkve precej prazne in škofija ne more financirati obnovitvenih del.

### Revitalizacija
Od začetka 2000-ih je vlada vložila 500 milijonov mehiških pesov (55 milijonov ameriških dolarjev) v Sklad Historic Center in sklenila partnerstvo z Fundación Centro Histórico, organizacijo, ki jo je ustanovil Carlos Slim, za nakup več stoletja starih stavb za sanacijo. Pomen teh prizadevanj je bil priznan, ko je bil leta 2006 Zgodovinsko središče vključeno pod nadzor World Monuments Watch s strani Svetovnega sklada za spomenike (World Monuments Fund). Dela so se začela z olepševanjem 34 blokov severno od Zócala, izkopom zastarelega drenažnega sistema in izboljšanjem oskrbe z vodo. Arhitekt je bil zadolžen za vsako od trinajstih glavnih ulic, da bi obnovil fasade več kot 500 stavb. Najnovejši infrastrukturni projekti te vrste so bili osredotočeni na jugozahodne dele območja, na ulice República de El Salvador, Talavera, Correo Mayor, Mesones in Pino Suárez, pri čemer so se osredotočili predvsem na sanacijo in izboljšanje zastarelih drenažnih sistemov. Pri tem so odkrili artefakte že iz predšpanskega obdobja.
Po vsem zgodovinskem središču so ulice uredili za pešce, restavrirali zgradbe in odprli nove muzeje. V 1990-ih je bila po dolgih letih polemik, protestov in celo nemirov večina uličnih prodajalcev izseljena v druge dele mesta. Spodbuda za vrnitev stvari v središče mesta je bila izgradnja nove županove rezidence tik ob Zócalu. Vlada je na tem območju zakopala električne in telefonske kable ter stari asfalt zamenjala s tlakovci. Prav tako je namestila skoraj 100 varnostnih kamer za pomoč pri vprašanjih kriminala. To je odprlo pot odpiranju vrhunskih restavracij, barov in modnih trgovin. Prav tako se mladi selijo v podstrešja v središču mesta. Za privabljanje več turistov so na voljo novi rdeči dvonadstropni avtobusi.
Od leta 2004 so se naložbe v središče mesta povzpele na več kot 5 milijard pesosov ali 438 milijonov ameriških dolarjev. Po podatkih Historic Center of Ciudad de México Trust je to povzročilo ustvarjanje 15.000 delovnih mest, lastniki nepremičnin na tem območju pa kažejo zanimanje za izboljšanje svojih naložb. V to območje je pritegnila tudi zunanje naložbe.